# Guldkorn vol. 2
Guldkorn vol. 2 är ett samlingsalbum av vissångaren Fred Åkerström, utgivet 2001 på skivbolaget Metronome. Skivan var en uppföljare till 1997 års Guldkorn.
Albumet sammanställdes av Ingegerd Borg. Konvoluttexten skrevs av Lars Nylin och albumet designades av Conny Lindström. Fotografierna togs av Bengt H. Malmqvist och Torbjörn Calvero.

## Innehåll
1. "Ficktjuvens visa" – 2:56
2. "Hos min doktor" – 3:27
3. "Den odödlige hästen" – 3:12
4. "Rallarvisa" – 2:31 (tillsammans med Cornelis Vreeswijk och Ann-Louise Hanson)
5. "Fimpen och tändstickan" – 3:06
6. "Frida sörjer sommaren" – 1:48
7. "I Spaniens månsken" – 2:29
8. "Duett i Småland" – 2:16 (tillsammans med Hanson)
9. "Bergsprängardramatik" – 3:31
10. "Spitarnas tango" – 0:45
11. "Den trettionde i första sjuttiotvå" – 3:58
12. "Kapital" – 2:48
13. "Varning för hunden" – 1:30
14. "För maskens skull" – 1:34
15. "Den gamla skärsliparen" – 5:42
16. "Nå, skruva fiolen, Ep. 2" – 1:47
17. "Tjänare Mollberg, hur är det fatt, Ep. 45" – 3:50
18. "Fader Bergström, Ep. 63" – 2:35
19. "Liksom en herdinna, Ep. 80" – 6:19
20. "Vila vid denna källa, Ep. 82" – 8:58